# Bahnhof Colmar

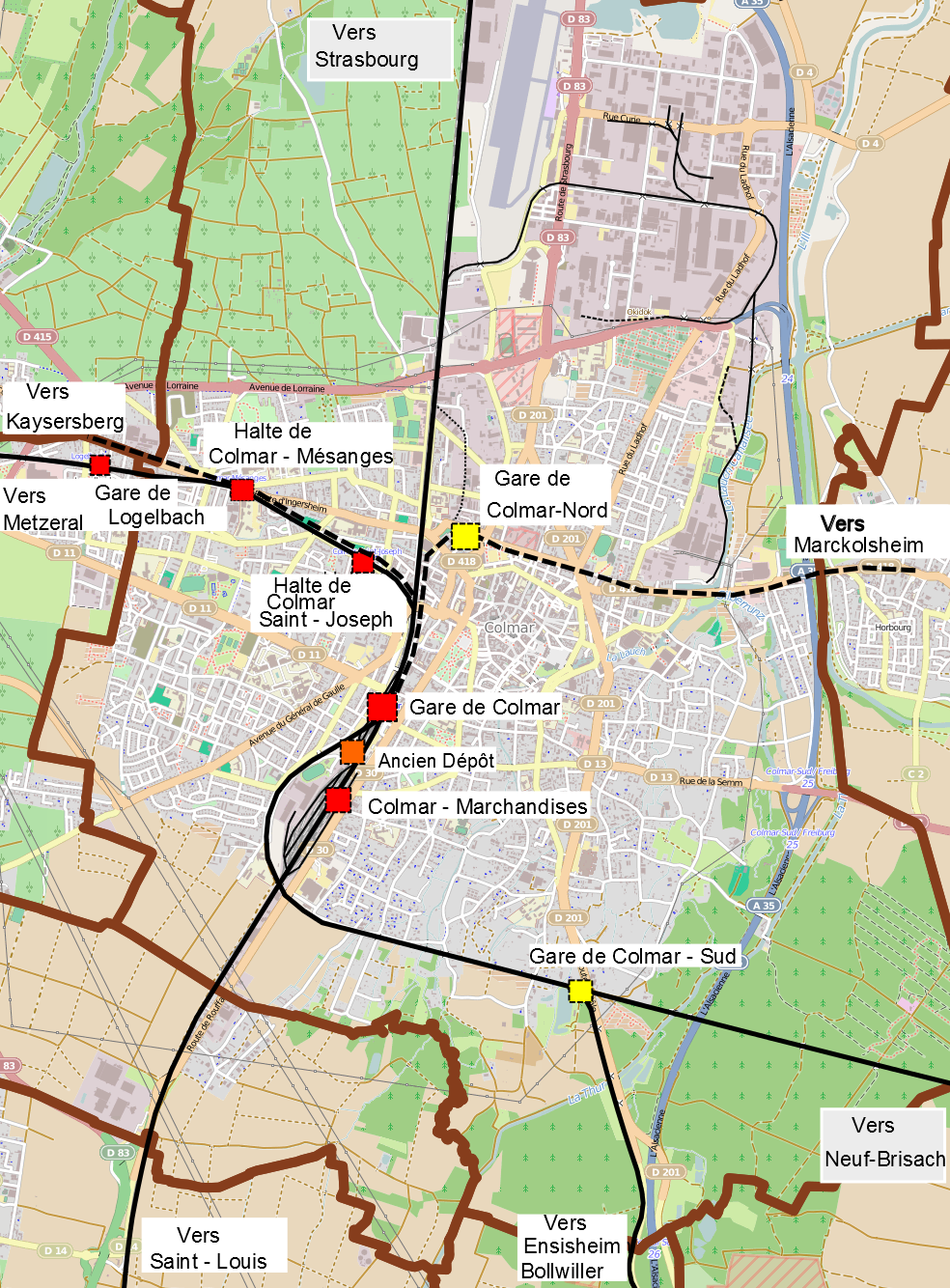
Lage des Bahnhofs von Colmar und der von ihm ausgehenden Strecken

Der Bahnhof Colmar ist der Bahnhof der gleichnamigen Stadt im Elsass in Frankreich, heute Region Grand Est. Betrieben wird er von der Société nationale des chemins de fer français (SNCF). Früher hieß der Bahnhof Colmar-Central.

## Geografische Lage
Der Bahnhof liegt in der Nähe des Stadtzentrums von Colmar an der Bahnstrecke Strasbourg–Basel bei Streckenkilometer 65,8. Vom Bahnhof Colmar gehen zudem die beiden Strecken Colmar–Metzeral und Colmar–Neuf-Brisach-Gare-Vogelsheim aus, Letztere wird nur noch im Güterverkehr befahren. Historisch begannen im Bahnhof Colmar auch die beiden Staatsbahn-Schmalspurbahn-Strecken (1000 mm) nach Marckolsheim und Lapoutroie (Kayserberger Talbahn). Eine weitere – zunächst meterspurige – Strecke führte vom Bahnhof Colmar-Süd nach Ensisheim. Sie wurde 1901 in Betrieb genommen und während des Ersten Weltkriegs auf Normalspur umgespurt.

## Geschichte

### Bahnhof von 1840

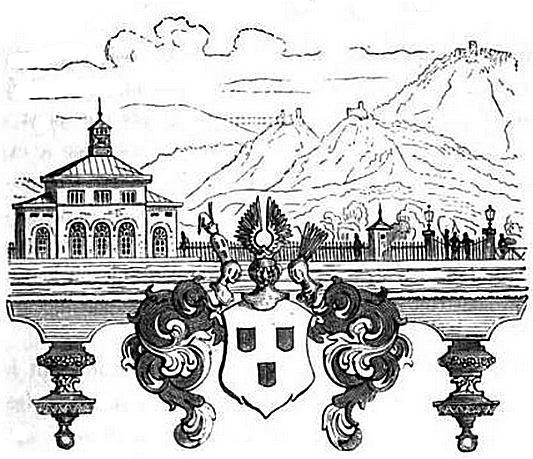
Bahnhof Colmar 1844

Der erste Bahnhof von Colmar wurde 1840 von der Compagnie du chemin de fer de Strasbourg à Bâle mit dem Abschnitt der Strecke von Benfeld bis Colmar in Betrieb genommen. Am 15. August 1841 ging der Abschnitt nach Mulhouse in Betrieb, von wo aus bereits Züge nach Saint-Louis verkehrten. Als Empfangsgebäude diente zunächst ein provisorisches Holzgebäude. Vom 15. August 1841 bis zum 31. Mai 1842 verkaufte der Bahnhof Colmar mehr als 100.000 Fahrkarten für knapp 200.000 Francs und nahm weitere knapp 14.000 Francs für die Beförderung von Gepäck und Gütern ein. Er stand damit innerhalb der Bahngesellschaft an zweiter Stelle hinsichtlich der Anzahl der Reisenden, an dritter Stelle hinsichtlich der Einnahmen und an vierter Stelle hinsichtlich des Aufkommens von Gepäck und Gütern.

### Bahnhof von 1842
Das endgültige Empfangsgebäude wurde am 15. April 1842 eröffnet. Es hatte einen zweigeschossigen, dreiachsigen Mittelteil, der auf beiden Seiten von eingeschossigen, fünfachsigen Flügeln gerahmt wurde, alles im Rundbogenstil. Der ursprüngliche Bau von 1840 wurde zur Güterhalle umgenutzt.
Am 20. April 1854 übernahm die Chemins de fer de l’Est die Compagnie du chemin de fer de Strasbourg à Bâle und damit auch den Bahnhof Colmar. 1868 ging die Strecke nach Metzeral bis Munster in Betrieb, die 1893 bis Metzeral verlängert wurde.
Nach dem Deutsch-Französischen Krieg von 1870 und der Annexion von Elsass und Lothringen durch das Deutsche Reich wurde der Bahnhof Teil der Reichseisenbahnen in Elsaß-Lothringen (EL). Ende der 1870er Jahre veranlassten ansteigende Nutzerzahlen die Bahn, das Empfangsgebäude zu erweitern. Symmetrisch wurden an das bestehende Gebäude zwei Flügel angebaut. Der erste Stock des Mittelbaus wurde verändert und an den Enden der beiden Flügel je ein Gebäude angefügt, die in der Form dem Mittelbau glichen.
Die Strecke nach Neubreisach ging 1878 in Betrieb. Die Meterspur-Strecken nach Marckolsheim und Lapoutroie folgten 1885 und 1890.

### Bahnhof von 1907

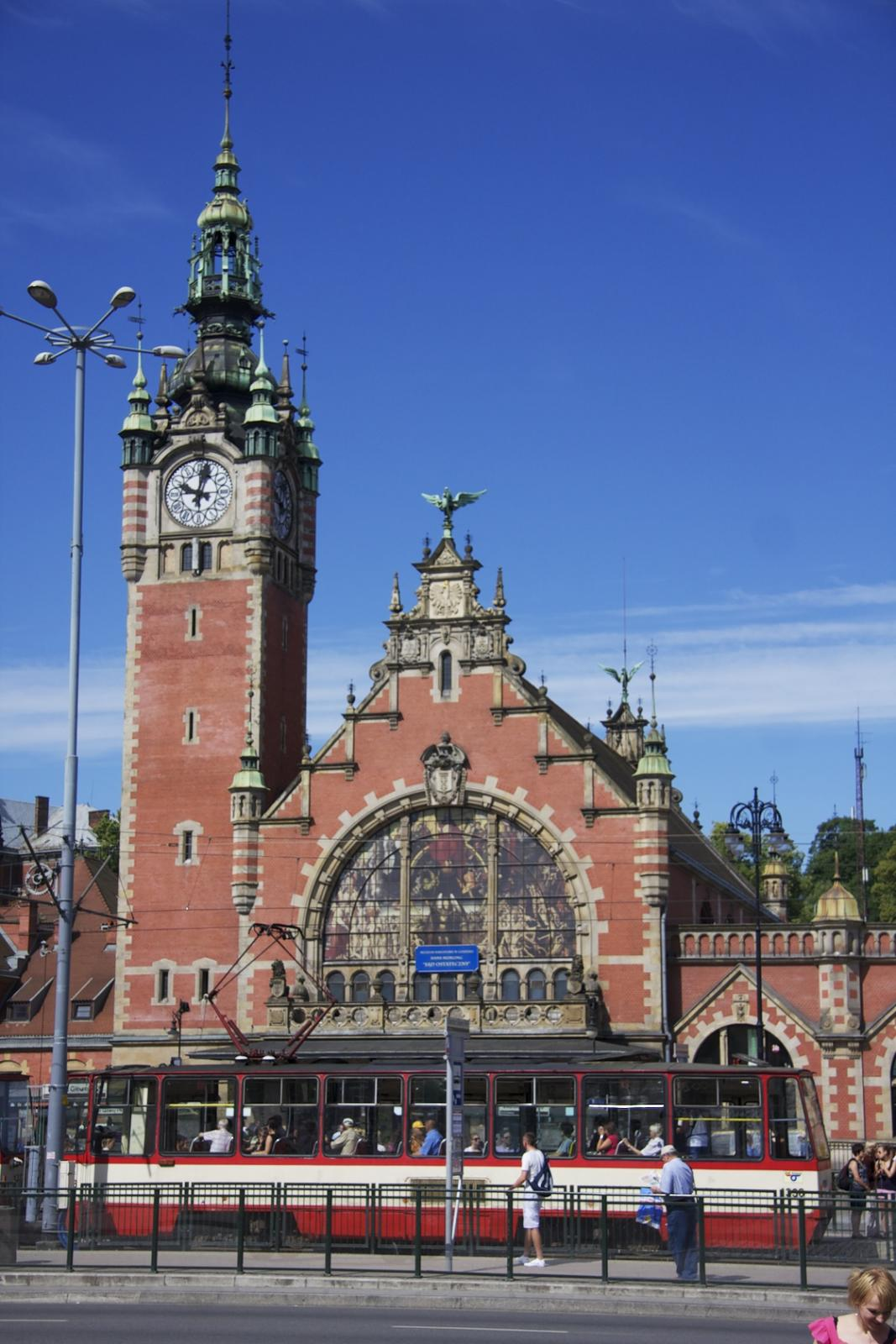
Danzig Hauptbahnhof Vorbild für die Architektur des Bahnhofs von Colmar

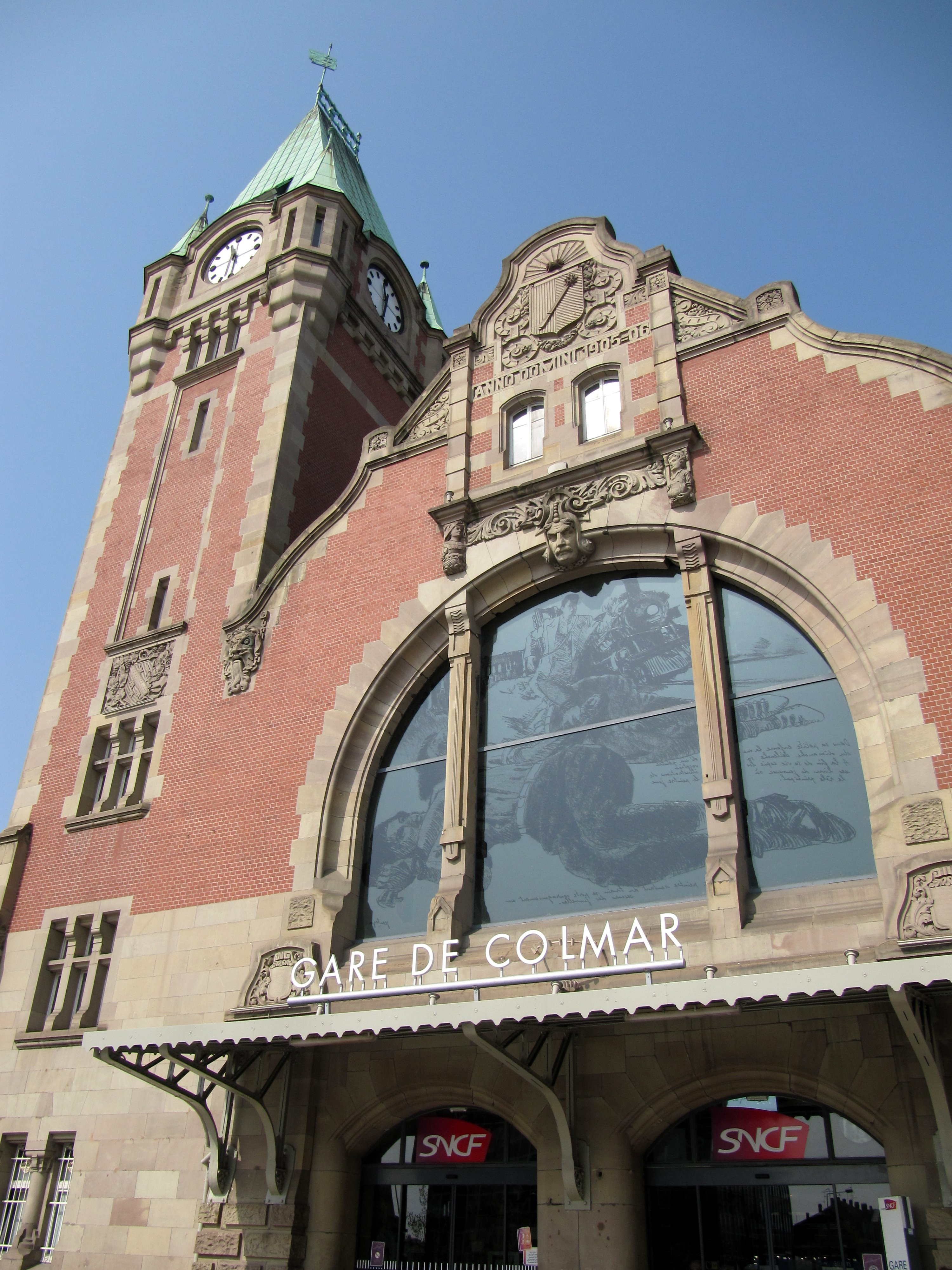
Haupteingang und Uhrturm

#### Bahnhofsanlage von 1907
Zu Beginn des 20. Jahrhunderts war die Kapazität des Bahnhofs erneut ausgeschöpft und die EL plante und errichtete ab 1902 einige hundert Meter südlich des bestehenden Bahnhofs eine neue Anlage und auch ein neues Empfangsgebäude. Neben dem neuen Bahnhof für den Reiseverkehr entstand auch ein neuer Güterbahnhof. Insgesamt kostete das Projekt 5,5 Mio. Mark. Der neue Güterbahnhof wurde im Februar 1904 und der neue Personenbahnhof am 1. Mai 1907 in Betrieb genommen.

#### Empfangsgebäude von 1907

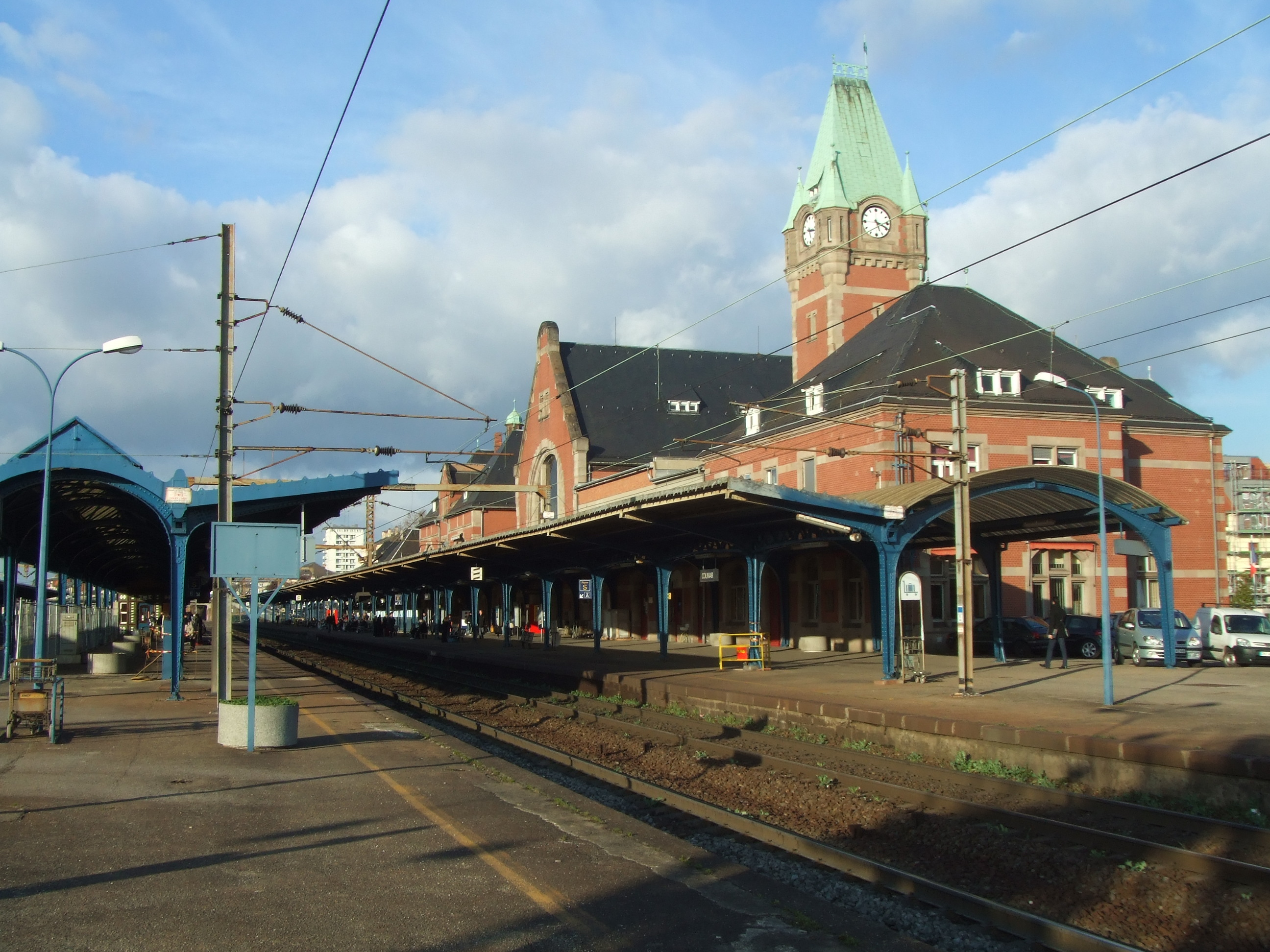
Gleisseitige Ansicht

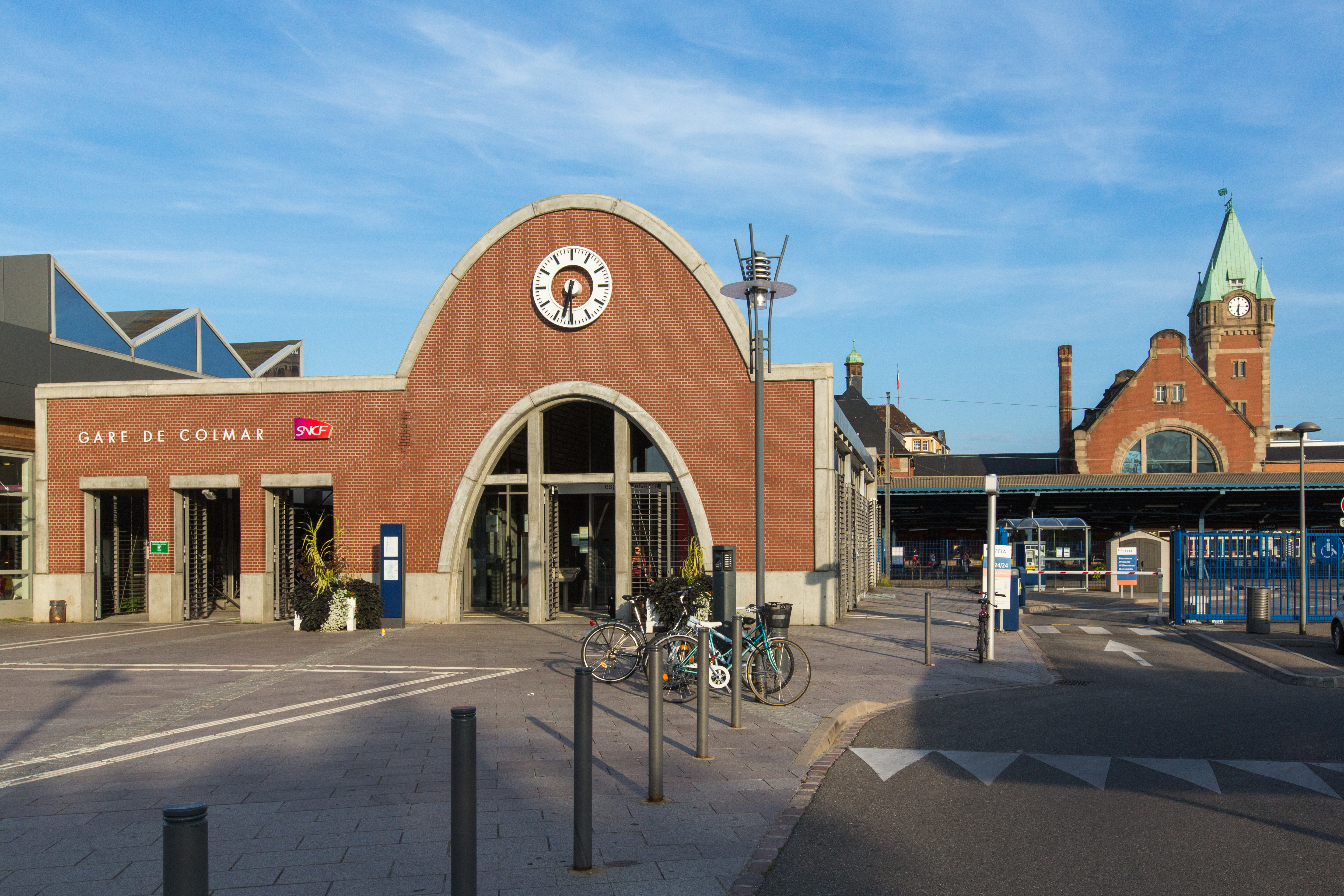
Neuer Westeingang

Das neue Empfangsgebäude hatte eine Länge von 105 m. Bauliches Vorbild war der Danziger Hauptbahnhof. Architekt war Ludwig Drum. Markant sind der Uhrturm und das Thermenfenster, das den Haupteingang optisch dominiert. Der 36 m hohe Turm wird von vier Türmchen und einer Wetterfahne gekrönt, die eine Dampflokomotive darstellt. Das Gebäude ist aus rotem Backstein errichtet, gegen den sich grauer Sandstein aus Phalsbourg absetzt, aus dem Gewände, Gebäudekanten und auch die Skulpturen und Basreliefs gefertigt sind, die das Bauwerk und die Unterführung zu den Bahnsteigen schmücken. Zu diesen Skulpturen gehörten auch Karyatiden, die nach dem Ersten Weltkrieg entfernt wurden.
Im Zentrum des Gebäudes liegt die große Empfangshalle, Büros, Wartesäle und Restaurants befanden sich in den Flügeln, die an die zentrale Halle angrenzen. Den Reisenden standen – nach Klassen getrennt – mehrere Wartesäle, ein Bereich für Nichtraucher und ein großes Buffet zur Verfügung.
Ursprünglich war die Bahnhofshalle mit Buntglasfenstern geschmückt, die die Werkstatt Kühn und Gerrer in Mühlhausen gefertigt hatte und deren Darstellungen „Kraft“ und „Dampf“ symbolisierten. Im Wartesaal der 2. Klasse befand sich ein Fenster, das ein altes Stadttor darstellte, im Wartesaal der 3. Klasse ein Fenster, das das Dorf Eguisheim und seine drei Schlösser zeigte. Der größte Teil der Fenster wurde bei der Explosion eines mit Munition beladenen Wagens oder gar eines von der Résistance gesprengten Munitionszugs 1944 zerstört. Die zerstörten Fensterflächen wurden zunächst durch Landschaftsbilder aus den Vogesen und durch Weißglas gefüllt. Einige wenige der ursprünglichen Glasfenster sind im Bahnhofsbuffet noch erhalten.
Das Bauwerk wird als „un des fleurons de l’architecture allemande des années 1900“ bewertet.
Als Elsass-Lothringen nach dem Ersten Weltkrieg wieder französisch war, wurde der kaiserliche Adler vom Giebel des Empfangsgebäudes entfernt und durch das Wappen der Stadt Colmar ersetzt, die deutschsprachige Inschrift „Erbaut 1905–06“ in „Anno Domini 1905–06“ geändert.
1971/1972 wurden die Anlagen des Bahnhofs umfassend modernisiert: Die Bahnsteige wurden auf 400 m verlängert und die bis dahin fünf Stellwerke durch eine moderne Anlage ersetzt.
Die Bahnhofshalle wurde Anfang der 1980er Jahre renoviert. Am 28. Dezember 1984 wurde das Empfangsgebäude zum monument historique (Kulturdenkmal) erklärt.
1990/1991 wurden Empfangsgebäude und der Bahnsteigbereich erneut renoviert. Im Zuge der Arbeiten wurden auch neue Buntglasfenster in die Haupthalle eingebaut. Sie wurden von Jean Le Gac gestaltet und haben eine Fläche von jeweils 48 m². Sie zeigen einen Maler, der zwei gefesselte Zwillinge neben einem Eisenbahngleis befreit. In seinem ersten Entwurf hatte sich der Künstler vorgestellt, dass die jungen Frauen gefesselt auf den Gleisen liegen sollten. Nach Bedenken der SNCF verlegte er sie an den Rand der Gleise. Die Glasfenster wurden von einer Tochtergesellschaft der Compagnie de Saint-Gobain aus der Nähe von Bordeaux hergestellt.
2002 wurde der Bahnhofsvorplatz neu gestaltet, um die Fassade des Gebäudes besser ins Bild zu rücken. Eine neue Beleuchtung hebt die Architektur besser hervor.
In Vorbereitung auf die Inbetriebnahme des ersten Abschnitts der LGV Est européenne wurde 2005 bis 2007 auf der Westseite der Gleise, gegenüber dem historischen ein zweites, kleineres Empfangsgebäude in Neo-Jugendstil errichtet.

### Nach 1918
Als aus dem Bestand der EL 1919 die Administration des chemins de fer d’Alsace et de Lorraine (AL) gebildet wurde, gehörte auch der Bahnhof Colmar dazu. 1938 ging er mit dieser an die SNCF über. Nach der Besetzung des Elsass durch Deutschland 1940 gehörte der Bahnhof bis 1945 zur Deutschen Reichsbahn.
Der Personenverkehr auf der Schmalspurbahn nach Lapoutroie wurde am 16. Dezember 1944 eingestellt, die Rheinbrücke Breisach–Neuf-Brisach auf der Strecke Colmar–Freiburg beim Rückzug der Wehrmacht am 5. Februar 1945 gesprengt und später nur als Straßenbrücke wiedererrichtet. Der Personenverkehr über die Bahnstrecke von Colmar-Süd nach Bollwiller und Ensisheim sowie von Colmar nach Marckolsheim wurde zum 31. Dezember 1945 eingestellt, 1969 auch der Personenverkehr nach Neuf-Brisach-Volgelsheim.
Das Stellwerk in Colmar wurde 2015 im Rahmen der Inbetriebnahme der Fernsteuerung des elsässischen Netzes modernisiert, automatisiert und wird seitdem von Straßburg aus ferngesteuert.

## Verkehr
2018 schätzte die SNCF die Zahl der Reisenden, die den Bahnhof nutzten auf knapp 4 Mio., 2020 waren es – bedingt durch die COVID-19-Pandemie in Frankreich – ca. 2,5 Mio.
Der Bahnhof wird von TGV-Zügen und Zügen des Transport express régional der TER Grand Est bedient.
In der Umgebung des Bahnhofs sind Fahrradabstellanlagen und Parkplätze vorhanden und er wird von Bussen des Regionalverkehrs (Lignes de Haute-Alsace), und des städtischen Netzes Transports de Colmar et environs (Trace) angefahren.

## Güterbahnhof
Der heutige Güterbahnhof ging 1904 in Betrieb. Die Anlagen des Güterbahnhofs erstrecken sich entlang der Straße nach Rouffach über eine Fläche von 6 Hektar. Der Güterbahnhof umfasst ein Bürogebäude, eine große Güterhalle und das ehemalige Zollgebäude. Er ist Tarifpunkt im Güterverkehr, aber nur für Ganzzüge und im Einzelwagenverkehr für die Französische Armee geöffnet. Auch werden zwei Anschlussgleise von hier aus bedient, darunter das Gleisbauunternehmen Geismar. Insgesamt ist die Anlage für das heutige Verkehrsaufkommen zu groß und die Stadt Colmar strebt an, einen Teil des Geländes für ein neues Stadtviertel zu erschließen.

## Bahnbetriebswerk Colmar

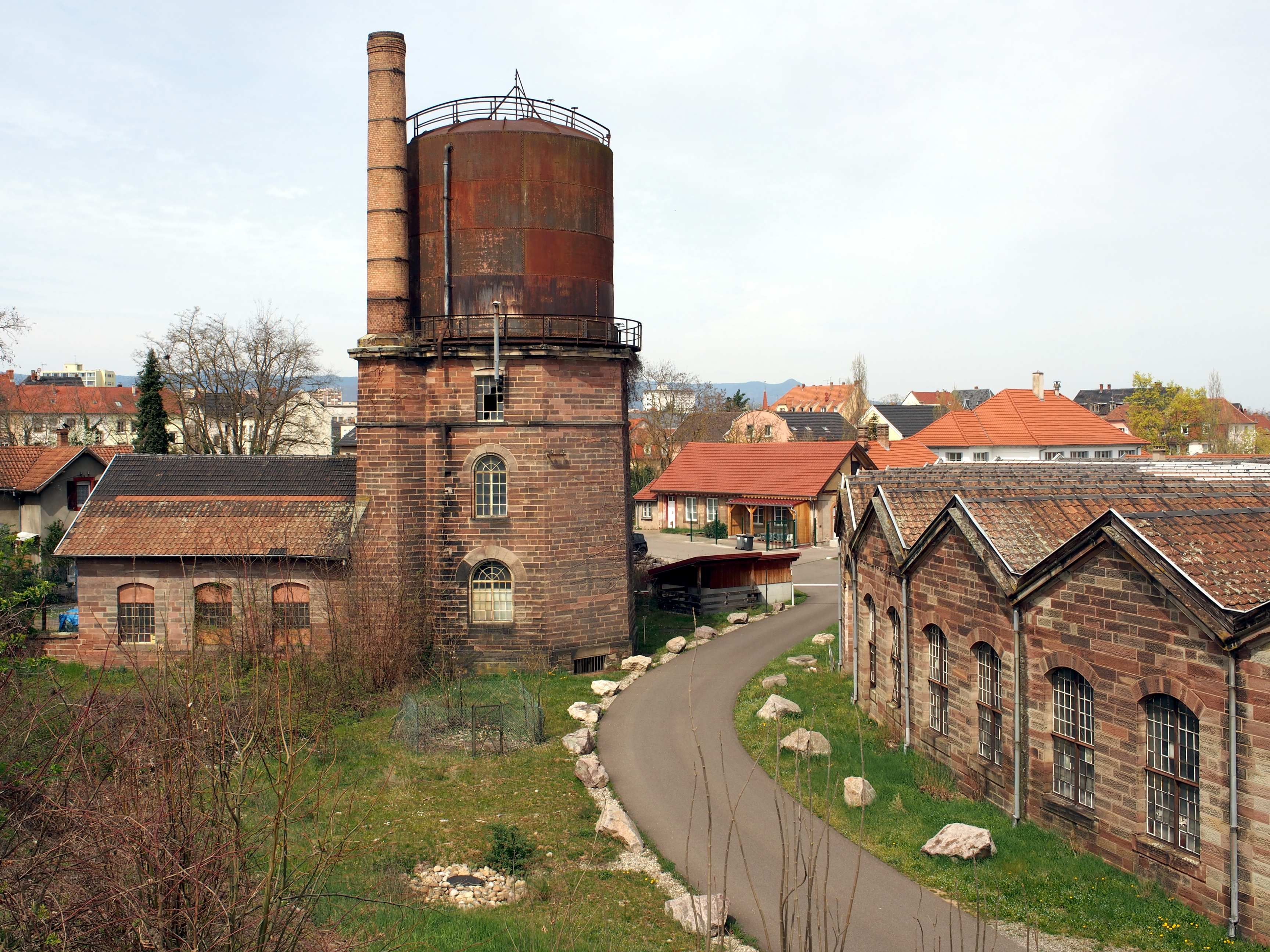
Wasserturm und Lokschuppen des Bw

Das Bahnbetriebswerk Colmar stammt von 1878 und wurde mit der Eröffnung der Strecke nach Baden erforderlich. Das Bahnbetriebswerk (BW) lag südlich des Bahnhofs zwischen der Strecke nach Basel und dem Überwerfungsbauwerk für die Strecke nach Breisach. Es umfasste zwei Rundlokschuppen mit je 16 Gleisen und 20 m Drehscheiben und eine Reparaturwerkstatt. Eine zweite, kleinere Werkstatt befand sich für die Meterspur-Fahrzeuge im nördlichen Bahnhofsbereich. Das BW wurde 1907 bei der Inbetriebnahme des neuen Bahnhofs erweitert und in der Zeit der AL weiter ausgebaut.
1939 waren dem Depot 58 Lokomotiven zugeordnet, 7 davon Fahrzeuge der Meterspur. Das BW war während des Zweiten Weltkriegs Ziel von fünf Luftangriffen und wurde dabei beschädigt. Anfang der 1950er Jahre waren hier noch 35 Maschinen beheimatet.  Die Elektrifizierung der Strecke Straßburg–Basel in den 1950er Jahren leitete den Niedergang des BW ein.
Der südliche Rundlokschuppen existiert noch, allerdings ist nur noch ein Gleis vorhanden. Das Gebäude wird heute als Lagerhaus genutzt. Der nördliche Rundlokschuppen wurde 1992 abgerissen. Auf der Rückseite steht der alte Wasserturm, 53 m hoch und 12 m im Durchmesser. Ebenfalls erhalten sind die nördliche Drehscheibe und die Verwaltungsgebäude.